# Breckin Meyer
Erin Breckin Meyer (født 7. maj 1974 i Minneapolis, Minnesota i USA) er en amerikansk skuespiller, komiker, manuskriptforfatter, filmproducer og trommeslager.

## Opvæst
Meyer er søn af Dorothy Ann (født Vial), rejsebureau-ansat og tidligere mikrobiolog, og Christopher William Meyer, der er ledelseskonsulent. Som barn af skilte forældre, boede han i Californien, Texas, West Virginia og New Jersey. Han har en storebror ved navn Frank, og en lillebror, Adam. Meyer gik i grundskole med Drew Barrymore (og var tilsyneladende hendes første kys) og gik efterfølgende på Beverly Hills High School. Gennem sin grundskole, kom han i kontakt med Barrymores agent, der underskrev Meyer. Som barn blev han for det meste set i tv-reklamer.

## Karriere
Hans spillefilmsgennembrud var som skateboarderen (en hyldest til Sean Penn i 1982's Fast Times at Ridgemont High) i ungdomshittet Clueless (1995). Meyer tilbyder lignende beskrivelser i The Craft og John Carpenters Escape From LA (begge 1996). Han spillede den bedste ven af en olympisk håbwfuld i filmen Prefontaine (1997) og som en high-school studerende, med stor længsel efter at forlade sin hjemby i Dancer, Texas Pop. 81 (1998).
I filmen 54 (1998), får man et blik på livet i den berømte 1970'erne nightspot, blev skuespilleren castet som en Busdreng, der er gift med garderoben pige (Salma Hayek) og forfulgt af en bartender (Ryan Phillippe). Meyer er nære venner med Phillippe, med hvem han og Seth Green deler et produktionsselskab med.
Meyer begyndte at blive bemærket for sine roller i slutningen af 1990'erne, blandt andet i filmene Go (1999) og The Insider (1999) inden han han begyndte at få fuldgyldigt ledende roller som i Dreamworks hit Road Trip (2000), hvori han igen rejser tværs over USA som en universitetsstuderende, der desperat håber på at kunne hente et videobånd af sig selv have sex med en anden pige, som var en fejltagelse sendt til hans langdistance-kæreste. Road Trip markerede det første tegn på, at Meyers veludviklede slacker, sidekick-personlighed var modnet, og det var acceptabelt at gøre ham til en fuldt udviklet stjerne.
Han spillede igen sammen med Amy Smart i endnu ræs-gennem-landet-film, denne gang som en del af multi-plot ensemblefilmen Rat Race (2001), en slags hyldest til all-star screwball jagt-film i 1960'erne, såsom It's a Mad, Mad, Mad, Mad World. Meyer medvirkede som Meg Ryans bror i den lunefulde fantasy-komedie Kate & Leopold (2001). Meyer påtog sig også rollen som Jon (på dansk: Harald), den ulykkelige ejer af den berømte tegneserie kat i filmversionen af Garfield (2004).
Meyer blev nomineret til en Emmy for sin skrivning på "Robot Chicken: Star Wars", og lægger jævnligt stemme til Robot Chicken. Han leverer også stemme til den unge Joseph Gribble i den animerede serie King of the Hill. Meyer medvirker fortiden i Adult Swim serien Titan Maximum.
Han er også musiker, spiller trommer i punkbandet The Street Walkin' Cheetahs og med Tom Morello' s The Nightwatchman, samt Ben Harper, Cypress Hill, Slash og Perry Farrell på LA's Hotel Cafe.

## Personlige liv
Meyer blev gift med manuskriptforfatter og filminstruktøren Deborah Kaplan den 14. oktober 2001 og har et barn med hende, en datter ved navn Caitlin Willow, der blev født 31. december 2003.

## Filmografi
- King of the Hill (tv-serie) (1997-2009)
- Freddy's Dead: The Final Nightmare (1991)
- Clueless (1995)
- Payback (1995)
- The Craft (1996)
- Escape from L.A. (1996)
- Prefontaine (1997)
- Touch (1997)
- Dancer, Texas Pop. 81 (1998)
- Can't Hardly Wait (1998) (uncredited)
- 54 (1998)
- Go (1999)
- The Insider (1999)
- Tail Lights Fade (1999)
- Road Trip (2000)
- Josie and the Pussycats (2001)
- Inside Schwartz (2001) (tv-serie)
- Rat Race (2001)
- Kate & Leopold (2001)
- Roberto Benigni's Pinocchio... som Pinocchio's engelske stemme
- Married to the Kellys (2003) (tv-serie)
- Garfield: The Movie (2004)
- Blast! (2004)
- Herbie for fuld udblæsning! (2005)
- Rebound (2005)
- Caffeine (2006)
- Garfield 2 (2006)
- Ted's MBA (or Corporate Affairs) (2006)
- Blue State (2007)
- Stag Night (2008)
- House M.D. (2008) (tv-serie)
- Heroes (2008) (tv-serie) som Frack
- Party Down (2009) as Michael
- Ghosts of Girlfriends Past (2009)
- Titan Maximum (2009)